# Zlatibor Lončar
Zlatibor Lončar (en serbe cyrillique : Златибор Лончар ; né le 3 août 1971 à Belgrade) est un médecin serbe. Le 27 avril 2014, il est élu ministre de la Santé dans le gouvernement d'Aleksandar Vučić.

## Études et carrière
Zlatibor Lončar naît à Belgrade en 1971. Il suit les cours de la Faculté de médecine de l'université de Belgrade, dont il sort diplômé en 1997. En 2001, il complète sa spécialisation en chirurgie hépatobiliaire à l'Hammersmith Hospital de Londres, qu'il fréquente encore en 2006. En 2011, il suit un cours spécialisé de transplantation hépatique au King's College de Londres,.
En 2012, après avoir exercé diverses fonctions, notamment en tant que chef du service des soins intensifs du département de chirurgie et chef du département de chirurgie d'urgence, il devient chef du centre d'urgence du Centre clinique de Serbie (en serbe : Klinički centar Srbije ; en abrégé : KCS).

## Relations avec la mafia
Membre dans les années 2000 du clan de Zemun, à l'époque le plus puissant de Serbie, il injecte une potion mortelle à un membre d'une organisation criminelle rivale, tuant celui-ci. La police abandonne toutefois les poursuites à son encontre et il reçoit dix jours plus tard un appartement en paiement de ses services.

## Ministre de la Santé
Après une crise gouvernementale et un remaniement ministériel, le 29 janvier 2014, Tomislav Nikolić, qui est président de la République depuis 2012, à l'instigation d'Aleksandar Vučić, premier vice-président du gouvernement d'Ivica Dačić et président du Parti progressiste serbe (SNS), dissout l'Assemblée et convoque des élections législatives anticipées pour le 16 mars,. La liste du parti, menée par Vučić remporte à elle seule 48,34 % des suffrages, obtenant ainsi 158 députés sur 250 à l'Assemblée nationale.
Sans étiquette politique, Zlatibor Lončar est approché et accepte de participer au gouvernement de la Serbie. Le 27 avril 2014, Vučić est élu par l'Assemblée président de ce gouvernement et Lončar devient ministre de la Santé,.